# マーク・バン
マーク・ジョン・バン（Mark John Bunn、1984年11月16日 - ）は、イングランド・ロンドンカムデン区出身の元プロサッカー選手。現役時代のポジションは、ゴールキーパー。
アイルランドにルーツを持つ。

## 経歴

### クラブ
トッテナム・ホットスパーFCのアカデミーでプレーを始め、2000年に加入したノーサンプトン・タウンFCでプロデビュー。
2008年8月、プレミアリーグのブラックバーン・ローヴァーズFCに100万ポンド超の移籍金で移籍。しかしポジションを確保できず、下位リーグのクラブにレンタル移籍した後、2012年にブラックバーンを退団した。
2015年7月からアストン・ヴィラFCでプレーした。